# Phénéthyle

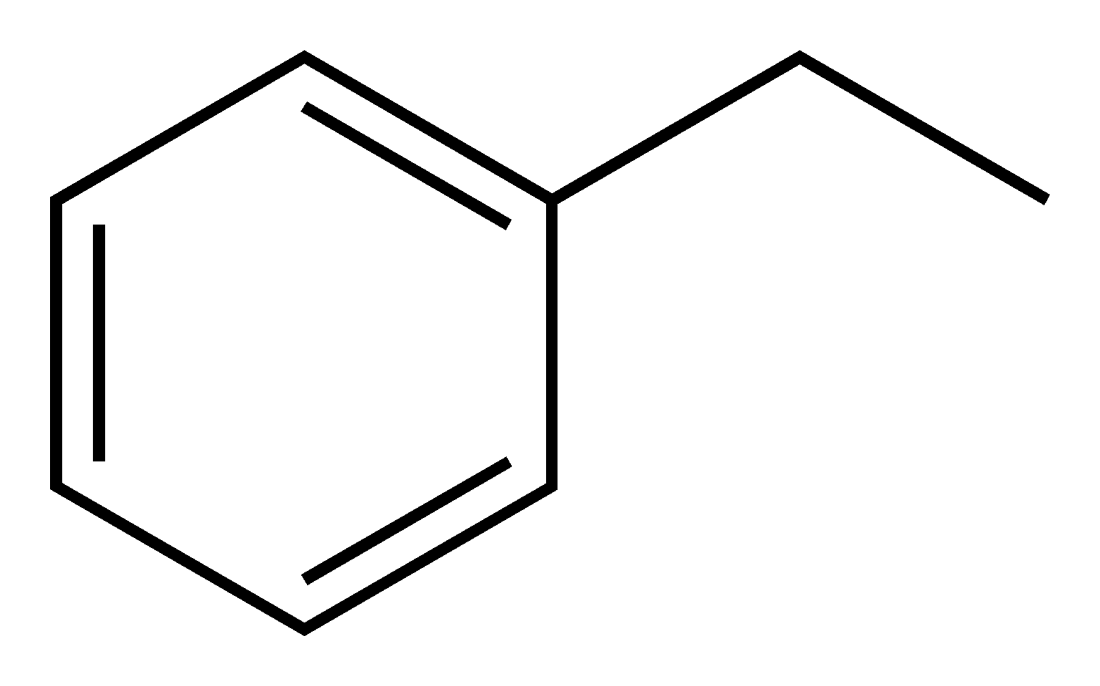
Phénétyle

Le terme phénétyle désigne un groupe fonctionnel aromatique de formule brute générale C6H5-CH2-CH2-R. Ce groupe fait partie de la famille des aryles. On préfère aujourd'hui le terme éthylbenzène ou 2-phényléthyle.

## Nomenclature
Le terme phénétyle est encore accepté dans la nomenclature IUPAC. Le cycle aromatique peut être substitué par d'autres groupes fonctionnels.